# Ричард II
Вижте пояснителната страница за други личности с името Ричард II.
Ричард II (6 януари 1367 – 14 февруари 1400) е син на Едуард, Черния принц, и Джоан Кентска (наричана „The Fair Maid of Kent“). Роден е в Бордо и става наследник на баща си, след като по-големият му брат умира в ранна възраст. Свален е от престола през 1399 и умира през следващата година.

## Ранни години
Тъй като Ричард е роден на Богоявление и трима крале са присъствали на раждането му, за него е излязла легенда, че макар да е втори син, му предстоят велики дела. Той става наследник на английския престол и е обявен за принц на Уелс, когато баща му, Черният принц, умира след болест през 1376. През следващата година неговият дядо Едуард III също умира и Ричард става крал на 10 години. Младият крал е обучаван от сър Саймън Бърли. От юни 1377 до януари 1380 г. Англия е управлявана от три съвета. Въпреки че не е член на нито един от съветите, Джон Гонт, чичо на Ричард, налага управленски решения от особена важност, най-вече по отношение на външната политика. В това време Селското въстание от 1381 изкарва 14-годишния Ричард на преден план. На младия крал се налага лично да преговаря с Уот Тайлър и другите предводители на въстаналите няколко хиляди въоръжени души. Той обещава помилване за водачите на бунта, но това обещание не е спазено – те са арестувани и екзекутирани. Макар днес да се счита, че Ричард не е бил благосклонен към исканията на бунтовниците, все пак остава неясно дали е планирал арестите или е бил принуден да престъпи думата си заради войнствено настроените английски благородници. Така или иначе, в резултат от неговата тактика, въстаниците се разпръсват от улиците на Лондон към своите домове в провинцията и така се слага край на размириците.
С израстването на младия крал обаче, у него се забелязва неспособност да преговаря и да прави компромиси – съществени умения за водене на успешна политика и дипломация през 14 век. Липсата на тези качества впоследствие ще доведе до неговото детрониране през 1399.

## Бракове
На 22 януари 1383, Ричард II се жени за Анна Бохемска (известна още като Ана Чешка/Ана Люксембургска), голямата дъщеря на император Карл IV от династията Люксембурги и четвъртата му съпруга Елизабета Померанска. Двамата нямат деца. Кралицата умира на 7 юни 1394.
На 31 октомври 1396 Ричард II се жени за седемгодишната принцеса Изабел дьо Валоа, дъщеря на френския крал Шарл VI и Изабела Баварска, като така се спира военния конфликт с Франция. И този брак остава без потомци поради малолетие на съпругата.

## Първата криза от 1387 – 88
Постепенно поемайки в свои ръце управлението, Ричард II изолира много видни благородници като Том дьо Бошамп, 12-и граф Уоруик, Ричард Фицалан, 11-и граф Аръндел, и Томас Уудсток, 1-ви херцог на Глостър. Не е изненадващо, че те по-късно подпомагат неговото детрониране. След като изпраща в изгнание действащия съвет, Ричард II съставя нов съвет от близкия си кръг фаворити, като Робер дьо Вер, 9-и граф на Оксфорд, и Мишел дьо ла Пол, когото Ричард II прави 1-ви граф на Съфолк и лорд-канцлер на Англия. Възможно е Ричард II да е имал хомосексуална връзка с Робер дьо Вер; историкът Томас Уолсингам я нарича „неприлична“ и „нелишена от известна степен непорядъчна интимност“. Сред недоволните барони се сформира група, която нарича себе си „лордовете-жалбодатели“. Основен пункт в техните „жалби“ е продължаване на войната с Франция в разрез с мирната политика на Ричард II. Много от тях преследват тази цел не заради интересите на страната, а за лични облаги.
През 1386 г., английският парламент, под натиска на лордовете-жалбодатели, изисква от Ричард II да смени непопулярните съветници. Той отказва, но му е заявено, че все още е непълнолетен и вместо него ще управлява правителствен съвет. Ричард II нарежда да се арестува водача на лордовете – граф Аръндел. Но малката армия на Ричард, предвождана от Робер дьо Вер, е превъзхождана от войските на лордовете-жалбодатели извън Оксфорд.  Робер дьо Вер бяга във Франция и никога не се завръща  в Англия, въпреки че след смъртта му тялото е върнато и погребано на английска земя. Ричард II дори целува трупа на фаворита си за последен път. Следващ граф на Оксфорд става чичото на Робер,Обри дьо Вер.Кралят е затворен в Лондонската кула. Той се съгласява да свика парламент, който да разреши исканията на лордовете-жалбодатели. След т.нар. „Безмилостен“ парламент от 1388 г. непопулярните съветници са насилствено отстранени – 8 са осъдени за държавна измяна и екзекутирани, останалите са изпратени в изгнание. Ричард II е принуден да приеме нови съветници и временно е лишен почти от всякаква власт.

## Временно затишие
В следващите години Ричард II изглежда си взима поука от събитията през 1387 и е по-внимателен в отношенията си с бароните. След като възстановява властта си през 1389 и дава обещание за по-добро развитие и по-добро управление, Ричард действително започва да подобрява взаимоотношенията си със своите поданици. През 1390 се провежда турнир по случай пълнолетието на Ричард II и явно намерената отново хармония след завръщането от Испания на чичото Джон Гонт. Групата рицари на младия крал, „Елените“, носят еднакъв символ – бял елен, избран от Ричард. Той самият е имал склонност към изтънчени интереси като изисканата храна; настоявал е в двора му да се използват лъжици и е измислил носната кърпа. Благодарение на него Уестминстър Хол е разкрасен с нов таван.
Ричард II е образован и деен покровител на изкуствата, архитектурата и литературата. В този смисъл, той може да бъде възприеман като ранен пример за ренесансов принц. Но мнозина го възприемат като още един Едуард II, недостоен наследник на войнствените Плантагенети със своите деликатни, „неподобаващи за крал“ вкусове. Ричард II не се увлича от войната като своя дядо: военната му кампания в Шотландия е нерешителна, а 28-годишният договор, който той сключва с Франция, не е посрещнат добре в страната въпреки дивидентите, които донася този мир.
Макар да демонстрира напредничава мисъл по отношение културата и изкуствата, Ричард II изглежда развива силна привързаност за стария идеал за Свещеното право на кралете (политическа и религиозна доктрина на политически абсолютизъм). Той настоява към него да се обръщат с „Ваше Височество“ и „Ваше Величество“; с часове стои сам с корона на главата си; изисква тези, които се обръщат към него, да свеждат поглед в знак на смирение. В началото на 90-те години на 14 век, той все повече държи на пълното подчинение на поданиците си и реагира остро при опит за критика на управлението му. Развива вкус към пищния, охолен живот. Кралският двор се разширява.
Ричард II обещава да намали тежките данъци, но не спазва обещанието си. Мнозина смятат, че кралят живее в разкош за сметка на своите поданици.

## Втората криза от 1397 – 99 и детронирането на Ричард II
През 1397 г. Ричард арестува трима от лордовете-жалбодатели под претекст, че са организирали заговор. Граф Аръндел е екзекутиран, Уоруик е заточен, Глостър умира.
Ричард II няма деца и наследник на трона е Роджър Мортимър, граф на Марч, а след неговата смърт през 1398, наследник остава неговият седемгодишен син Едмънд Мортимър. Ричард обаче се безпокои за сина на своя чичо Джон Гонт – Хенри Болингбрук, когото е изпратил в 10-годишно изгнание през 1399 г. След смъртта на Гонт, Ричард е конфискувал земите на Болинбрук.
Ричард заминава за Ирландия, за да потуши въстанието на келтските главатари. Хенри Болингбрук се възползва от удалата му се възможност да влезе в Лондон и е обявен от Парламента за крал – Хенри IV (1399 г.). Ричард не получава подкрепа и е пленен от хората на Хенри.
Детрониран през 1399 г. Ричард е оставен да умре от глад и жажда в замъка Понтефракт. По този начин става първата жертва на Войната на Розите.

## Предшественици
| Ричард II, крал на Англия | Баща: Едуард, Черният принц | Дядо по бащина линия: Едуард III, крал на Англия         | Прадядо по бащина линия: Едуард II, крал на Англия            |
| Ричард II, крал на Англия | Баща: Едуард, Черният принц | Дядо по бащина линия: Едуард III, крал на Англия         | Прабаба по бащина линия: Изабела Френска                      |
| Ричард II, крал на Англия | Баща: Едуард, Черният принц | Баба по бащина линия: Филипа де Ханаут                   | Прадядо по бащина линия: Уилям I, херцог на Бавария           |
| Ричард II, крал на Англия | Баща: Едуард, Черният принц | Баба по бащина линия: Филипа де Ханаут                   | Прабаба по бащина линия: Жана дьо Валоа                       |
| Ричард II, крал на Англия | Майка: Джоан Кентска        | Дядо по майчина линия: Едмунд Уудсток, 1-ви граф на Кент | Прадядо по майчина линия: Едуард I, крал на Англия            |
| Ричард II, крал на Англия | Майка: Джоан Кентска        | Дядо по майчина линия: Едмунд Уудсток, 1-ви граф на Кент | Прабаба по майчина линия: Маргьорит Френска                   |
| Ричард II, крал на Англия | Майка: Джоан Кентска        | Баба по майчина линия: Маргарет Уейк, 3-та баронеса Уейк | Прадядо по майчина линия: Джон Уейк, 1-ви барон Уейк Лиделски |
| Ричард II, крал на Англия | Майка: Джоан Кентска        | Баба по майчина линия: Маргарет Уейк, 3-та баронеса Уейк | Прабаба по майчина линия: Джоан дьо Фиен                      |